# Шторм. Побережье Бель-Иль
«Шторм. Побережье Бель-Иль» (фр. Tempête, côtes de Belle-Ile) — картина французского художника Клода Моне, написанная в 1886 году. Находится в собрании музея Орсе (Париж). 
Эта картина является одной из 39 работ, написанных Клодом Моне на острове Бель-Иль в Бретани (Франция), где он провёл осень 1886 года. Написанные им в этот период картины стали важной вехой в его творчестве, в настоящее время они находятся в собраниях музеев разных стран мира. 